# میرویس عزیزی
میرویس عزیزی(زاده ۱۹۶۲)، تاجر اهل افغانستان ساکن دوبی است. او بنیانگذار و رئیس شرکت‌های گروه عزیزی است، که در سال ۱۹۸۹ با حضور در املاک، بانکداری، سرمایه‌گذاری و مهمان‌نوازی تأسیس کرد. او رئیس بانک عزیزی بزرگترین بانک تجاری افغانستان است، که او در سال ۲۰۰۶ با ۷.۵ میلیون دلار سرمایه ایجاد کرد و از آن زمان به بعد سرمایه‌اش به ۵۰  ملیارد دلار رسیده‌است.
در حال حاضر میرویس عزیزی قصد دارد دومین برج بزرگ جهان را در دبی با نام برج عزیزی بسازد.
در حال حاضر قصد دارد پروژه برق به ارزش 
۱۰ملیارد دلار را در کابل تکمیل کند   

## زندگی‌نامه

### زندگی اولیه و تحصیلات
او در ولایت لغمان افغانستان زاده شد. او در رشته حقوق از دانشگاه کابل فارع‌التحصیل شد.او در سال ۱۹۸۸ افغانستان را ترک کرد.

### حرفه
در سال ۲۰۰۷ او عزیزی دیولومپمنت را تأسیس کرد. در سال ۲۰۰۶، عزیزی بانک را که اکنون بزرگترین مؤسسه مالی تجاری در افغانستان است را تأسیس کرد. او همچنین بانک باختر (که اکنون بانک اسلامی افغانستان نامیده می‌شود) را که یکی از سریعترین بانک‌های رو به رشد در افغانستان است، را خرید. عزیزی دیولومپمنت شروع به فروش املاک خارج از برنامه در دبی کرد تا زمانی که بحران مالی جهانی پیش آمد. اکثریت خریداران قادر به پرداخت بقیه پرداختهایشان نبودند و عزیزی دستور داد سپرده‌های آن‌ها برگردانده شود.
در سال ۲۰۱۳، عزیزی دیولومپمنت ساخت پروژه‌ها را از سر گرفت. در حال حاضر، این شرکت دارای بیش از ۲۰۰ پروژه، که در مراحل مختلف توسعه قرار دارند، و یک نمونه کار در دوبی است که ارزش آن بیش از ۴۵ میلیارد درهم امارات برآورد شده‌است. شرکت نفتی گروه عزیزی هوتک، او که با سرمایه اولیه ۸۰ میلیون دلار آغاز به کار کرد، در ۱۰ کشور جهان فعالیت می‌کند.
او در هیئت امناء دانشگاه آمریکایی افغانستان، اولین مؤسسه غیرانتفاعی آموزش عالی در افغانستان خدمت کرده‌است.

### شرکت‌ها
فهرست شرکت‌ها / سازمان‌هایی که میرویس عزیزی مالک آنهاست.
- گروه بازرگانی عمومی عزیزی هوتک
- سرمایه‌گذاری عزیزی
- عزیزی دیولومپمنت
- عزیزی بانک
- بانک باختر (که اکنون بانک اسلامی افغانستان نامیده می‌شود)
- مهمان‌نوازی عزیزی
- بنیاد عزیزی

## زندگی شخصی
او با پری‌گل ازدواج کرده‌است و هفت فرزند دارد.